# Talat Xhaferi

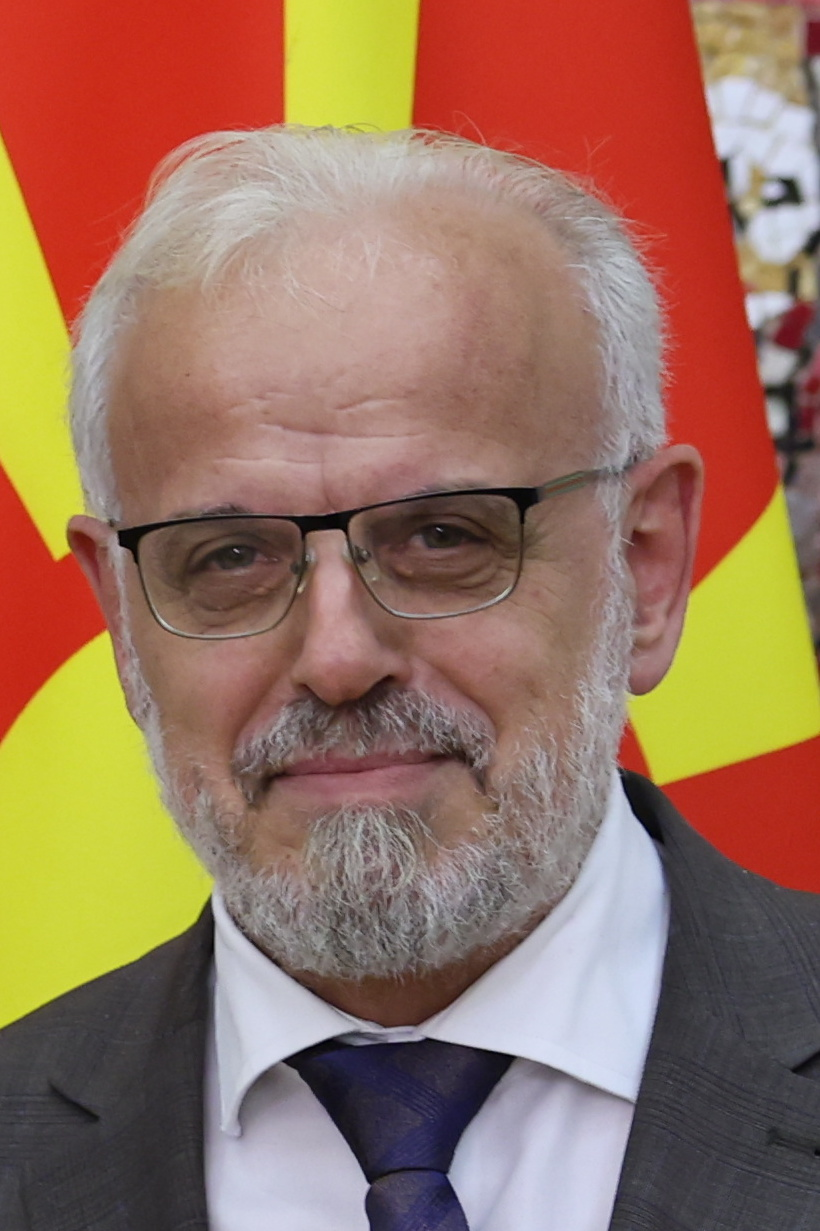
Talat Xhaferi (2023)

Talat Xhaferi [ˈtaˌlat ˌʤaˈfɛɾi] (mazedonisch Талат Џафери / Talat Džaferi, * 15. April 1962 in Forino, Opština Gostivar, Volksrepublik Mazedonien, Föderative Volksrepublik Jugoslawien) ist ein nordmazedonischer Politiker (BDI) aus der albanischen Volksgruppe. Er war vom 28. Januar 2024 bis zum 23. Juni 2024 Ministerpräsident Nordmazedoniens. Davor war er von 2017 bis 2024 Präsident des Parlaments der Republik Nordmazedonien.

## Leben und Karriere
Talat Xhaferi besuchte zwischen 1969 und 1977 die Grundschule Përparimi in Čegrane bei Gostivar. 1977 bis 1981 war er an der Militär-Mittelschule in Belgrad und 1981–1985 absolvierte er die Militärakademie in Belgrad und Sarajevo im Bereich der Infanteristen. Von 1996 bis 1998 schloss er zudem ein postgraduales Studium an der Militärakademie General Mihailo Apostoloski ab.
Xhaferi war Offizier in der Jugoslawischen Volksarmee von 1985 bis 1991 und von 1992 bis 2001 bei den Mazedonischen Streitkräften und wurde später Kommandant der Kaserne von Tetovo. Während des albanischen Aufstands in Mazedonien 2001 schloss er sich den Rebellen der paramilitärischen UÇK an und desertierte aus der mazedonischen Armee wenige Tage nach dem Massaker von Vejce vom 28. April 2001.
2002 wurde er als Kandidat der Demokratischen Union für Integration für zwei Jahre in das mazedonische Parlament gewählt; 2008, 2011, 2014 und 2016 wurde er jeweils für weitere Legislaturperioden wiedergewählt. In der Regierungszeit von Vlado Bučkovski (SDSM) zwischen 2004 und 2006 war er stellvertretender Verteidigungsminister. Später im Jahr 2013 – als Nikola Gruevski (VMRO-DPMNE) regierte – wurde er für ein Jahr Verteidigungsminister.
Xhaferis politische Laufbahn erlebte 2017 schließlich einen rasanten Aufstieg. Im Zuge der politischen Krise Mazedoniens gab es nach der Parlamentswahl 2016 einen sehr knappen Sieg für die regierende VMRO-DPMNE von Nikola Gruevski, und nachdem andere Parteien keine Koalition mit dieser Partei hatten eingehen wollen, verschärfte sich die Krise weiter. Diese Lage des Parlaments in der Schwebe wurde dann entschärft, indem die bis dahin oppositionelle Sozialdemokratische Liga Mazedoniens (SDSM) von Zoran Zaev einen Koalitionsvertrag mit den kleineren, ethnisch-albanischen Parteien unterschrieb. Die Koalitionspartner einigten sich auf Talat Xhaferi als künftigen Parlamentspräsidenten, den ersten in der Geschichte Mazedoniens aus der albanischen Bevölkerungsgruppe. Kurz nach seiner Wahl am 27. April 2017 drangen Demonstranten, angeführt von Politikern der VMRO-DPMNE, und serbisches Botschaftspersonal gewaltsam in das Parlament ein, um gegen die Besetzung des Amtes durch einen Albaner zu protestieren. Dabei wurde unter anderem Zoran Zaev schwer verletzt.
Ende Januar wurde Xhaferi mit 65 Stimmen bei drei Gegenstimmen zum Ministerpräsidenten gewählt und steht einer sogenannten technischen Regierung vor, welche die nächsten Parlamentswahlen am 8. Mai 2024 vorbereiten soll. Er bekleidet als erster ethnischer Albaner dieses Amt. Nach dem Wahlsieg der oppositionellen VMRO-DPMNE wurde Xhaferi am 23. Juni 2024 durch Hristijan Mickoski als Ministerpräsident Nordmazedoniens abgelöst.